# アオイ科
アオイ科（学名: Malvaceae）は、双子葉植物のアオイ目の科のひとつ。
範囲と分類については#分類の項を参照。

## 形態
旧アオイ科（APG分類体系におけるアオイ亜科。下記参照）は、草本または木本。花は両性花で、5枚の花弁と雄蕊が基部で合生し、雄蕊どうし合着して筒状になる。熱帯地方に多く、日本の本土に本来自生するものは数種（三浦半島以南の海岸に生えるハマボウのほか、南西諸島にさらに数種）で、そのほか帰化植物が数種ある。
アオイ（葵）という名は、元はフユアオイなどを指し、「仰（あおぐ）日（ひ）」の意味で、葉に向日性があるためという。
家紋に使われる葵（徳川家の「三つ葉葵」、下鴨神社の「双葉葵」など）は別科であるウマノスズクサ科のフタバアオイの葉をデザインしたものである。
広義アオイ科（APG分類体系のアオイ科）は熱帯から温帯にかけて広く分布し、木本が多い。花は単性花や花弁を欠く種類もある。

## 生態
アオイ科は亜熱帯や熱帯を中心に244属4300種類ある。日本でアオイとされるのタチアオイや ゼニアオイを指すことが多い。

## 人間との関係について

### 食用
本科植物のうち日本において食用で最も有名なのはトロロアオイ属（Abelmoschus）のオクラ（A. esculentus）である。また、チョコレートの原料であるカカオ（Theobroma cacao）、臭い果物として有名なドリアン（Durio zibethinus）もよく知られており、いずれも果実や種子を食用とする。オクラと同属のトロロアオイ（A. manihot）は果実は繊維質で食用に適さないが、花を食用花として利用できる。

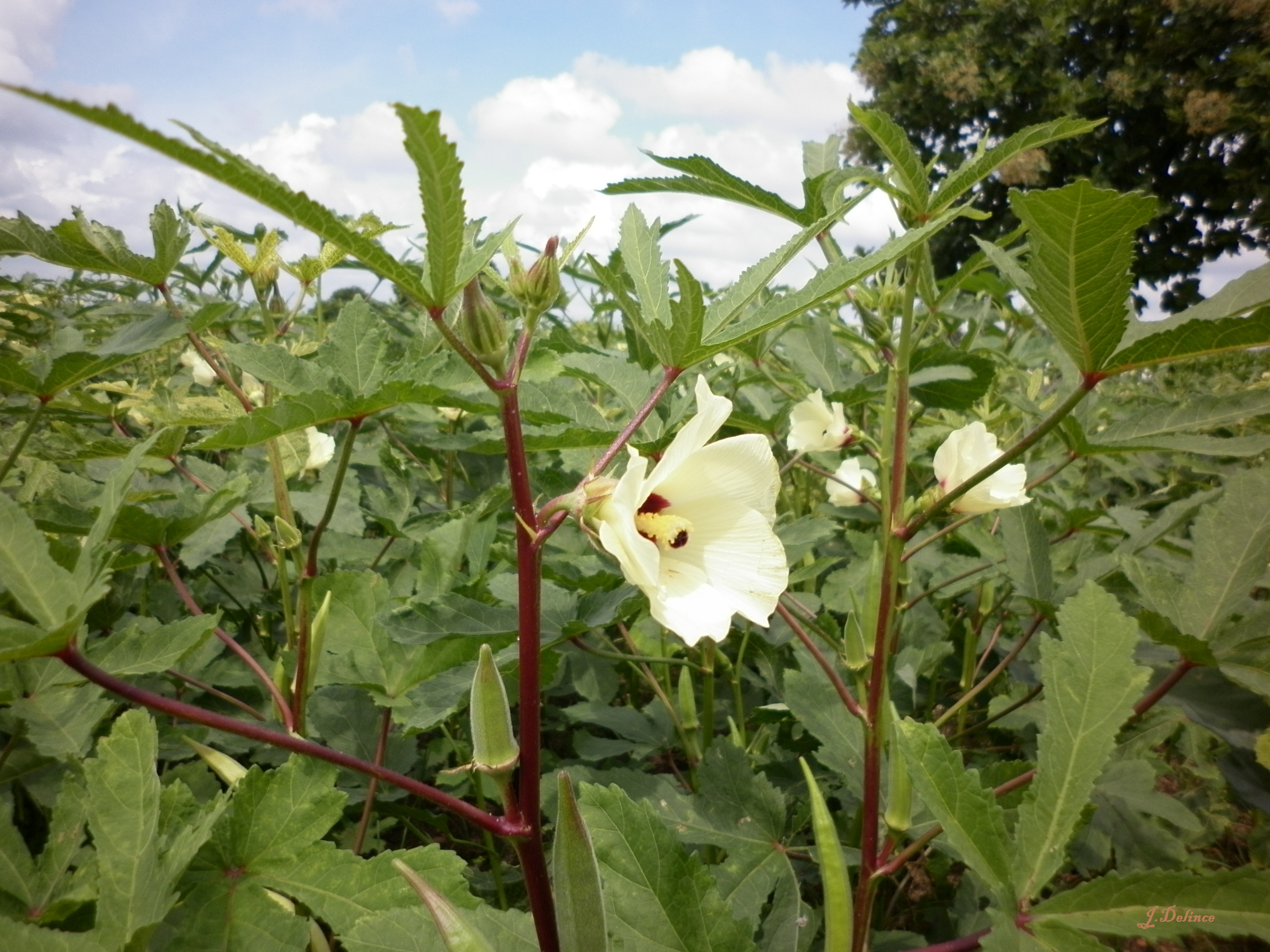
オクラの花と若い果実
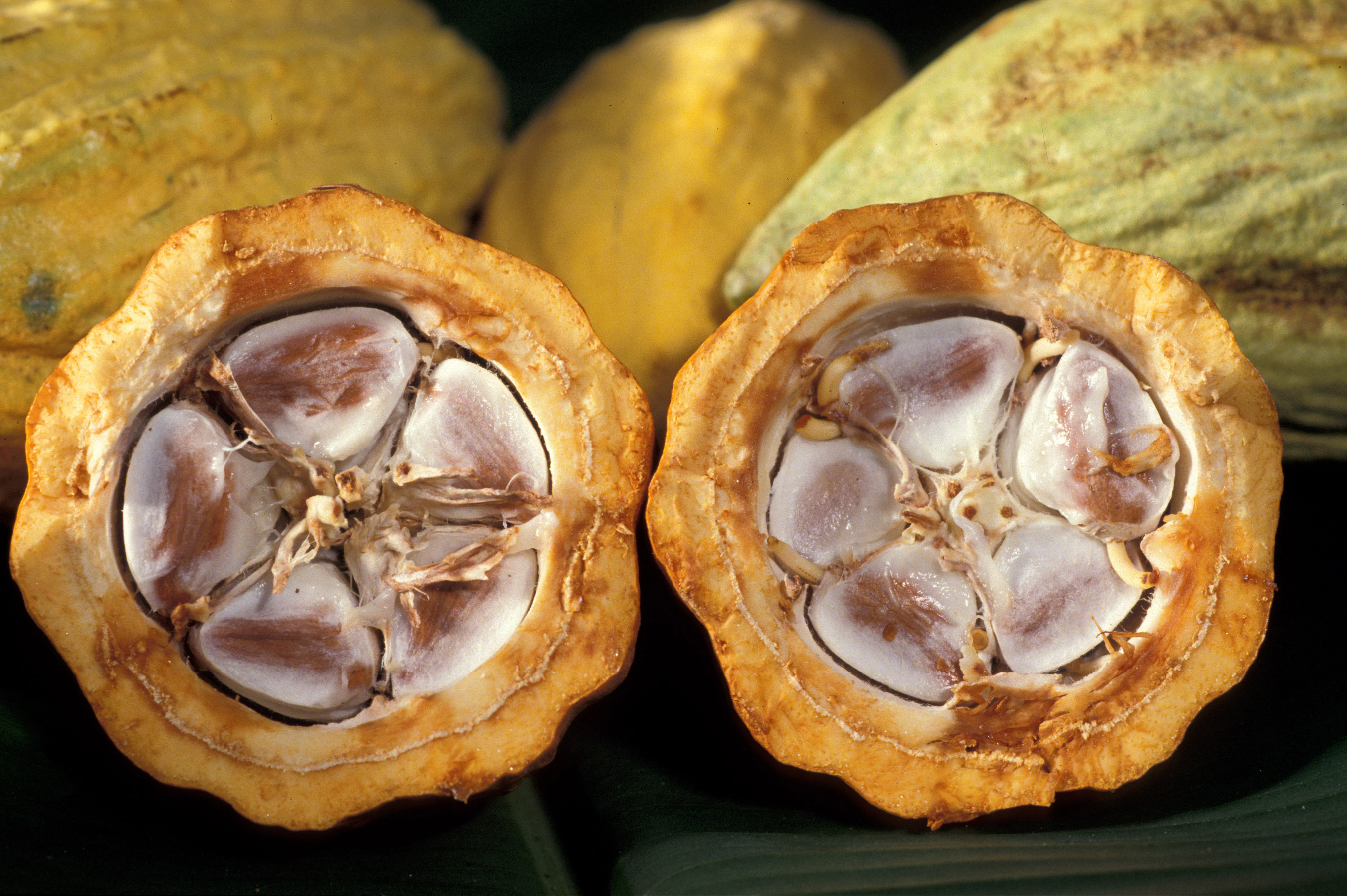
カカオは種子を利用する
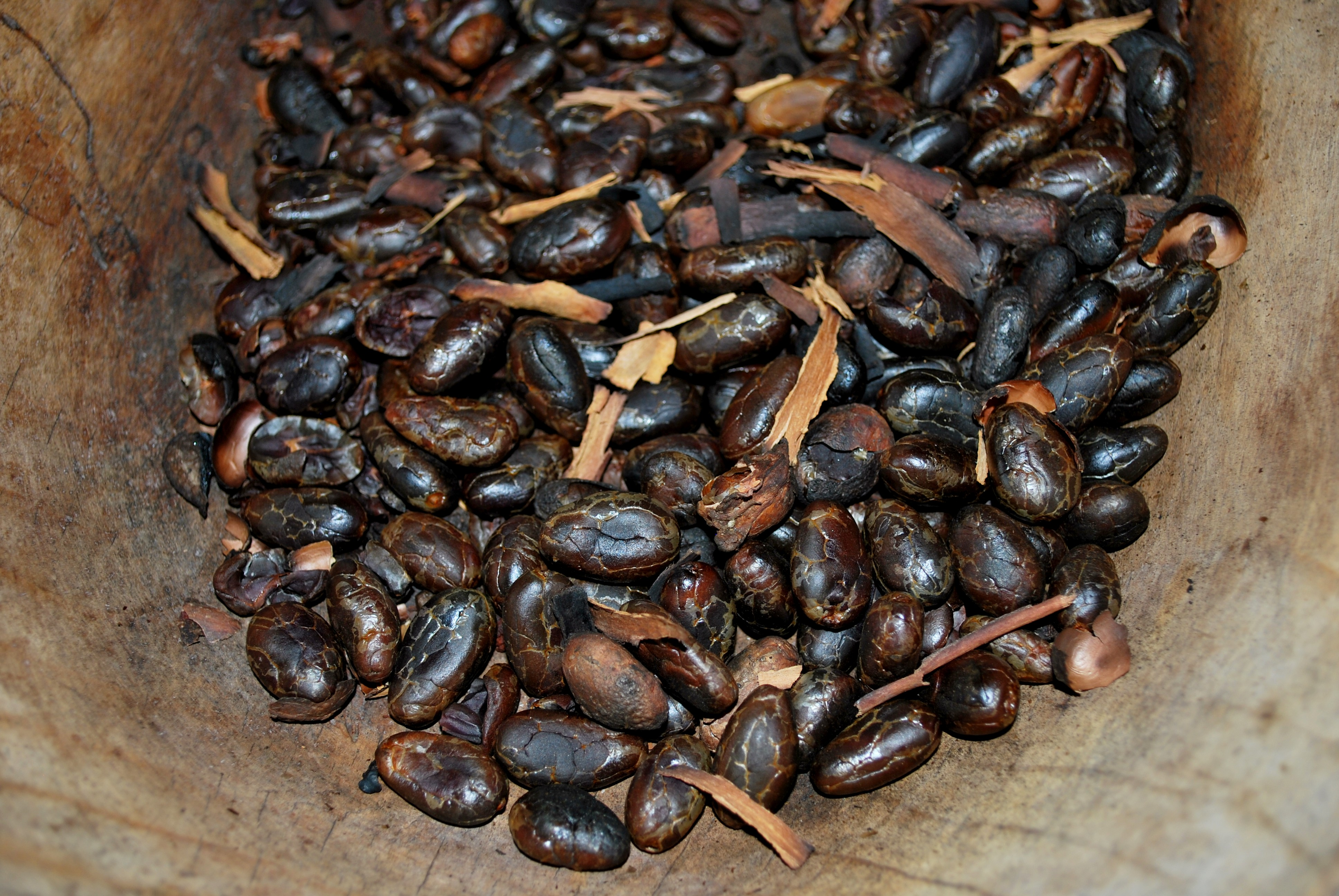
乾煎りされたカカオ豆
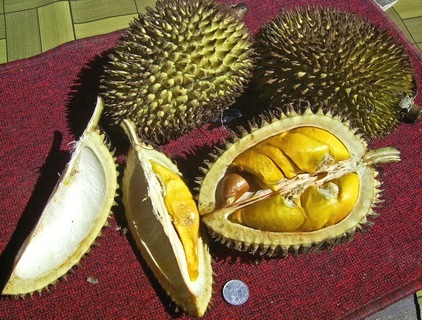
ドリアン

### 薬用
トロロアオイの粘液は通和散と呼ばれて性交時の潤滑剤として使われたという。

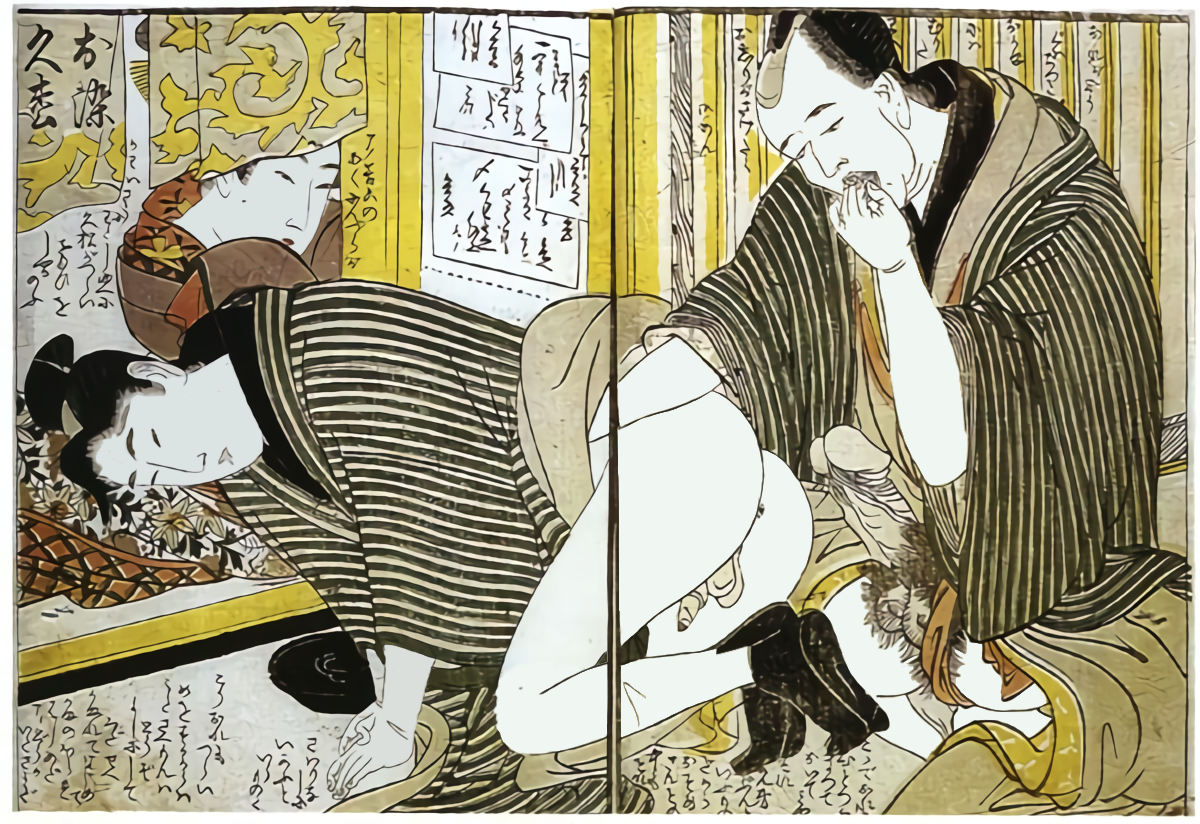
潤滑剤を使う客を描いた春画

### 繊維
ワタ属は40～50種ほどの多年草からなり、いずれも種子の表面に白い綿毛を生じ、これを繊維として利用するため栽培される。この繊維は綿（木綿）として利用される。

### 園芸
用途が多く、美しい花をつける観賞用のハイビスカス、ムクゲ、フヨウ、タチアオイなどのほか、食用のオクラ、ドリアン、カカオ、またワタやケナフなど繊維として利用されるものもある。フタトガリコヤガの幼虫はアオイ科の葉を食害する。

## 分類
APG分類体系に基づいて記載する。APG体系で提唱されているアオイ科は、従来の分類ではアオギリ科、シナノキ科、パンヤ科に含まれていた種を分割再構成し（これらはいずれも多系統であることが判明したため）、アオイ科の亜科として置くことで所属する種がかなり増加した。旧分類におけるアオイ科は、アオイ亜科となっている。

### subfamily Byttnerioideae
和名未定の亜科。従来の分類ではパンヤ科を構成していた種が分割され、一部をアオイ科の亜科としたものである。26属650種を含む

#### tribe Byttnerieae
和名未定の連。
- Abroma Jacq.
- Ayenia L.
- Byttneria Loefl.
- Kleinhovia L.
- Leptonychia Turcz.
- Megatritheca Cristóbal
- Rayleya Cristóbal
- Scaphopetalum Mast.

#### tribe Hermannieae
- Dicarpidium F.Muell.
- Gilesia F.Muell.
- Hermannia L.
- Melochia L.
- Waltheria L.

#### tribe Lasiopetaleae
- Commersonia J.R.Forst. & G.Forst.
- Guichenotia J.Gay
- Hannafordia F.Muell.
- Keraudrenia J.Gay
- Lasiopetalum Sm.
- Lysiosepalum F.Muell.
- Maxwellia Baill.
- Rulingia R.Br.
- Seringia J.Gay
- Thomasia J.Gay

#### tribe Theobromateae
- Glossostemon Desf.

和名未定の属。
- Guazuma Mill.
- Herrania Goudot
- カカオ属 Theobroma L.

カカオが知られる。チョコレートなどに使われるカカオ豆はカカオの種子である。

### subfamily Grewioideae
和名未定の亜科。従来の分類ではシナノキ科を構成していた種が分割され、一部をアオイ科の亜科としたものである。25属770種を含む

#### tribe Apeibeae
- Ancistrocarpus
- Apeiba
- Clappertonia
- Corchorus
- Entelea
- Erinocarpus
- Glyphaea
- Heliocarpus
- Pseudocorchorus
- Sparrmannia
- Triumfetta

#### tribe Grewieae
- Colona
- Desplatsia
- Duboscia
- Eleutherostylis
- Goethalsia
- Grewia
- Hydrogaster
- Luehea
- Lueheopsis
- Microcos
- Mollia
- Tetralix
- Trichospermum
- Vasivaea

### subfamily Sterculioideae
和名未定の亜科。従来の分類ではアオギリ科を構成していた種が分割され、一部をアオイ科の亜科としたものである。12属430種を含む
- Argyrodendron
- Brachychiton
- Cola
- アオギリ属 Firmiana
- Franciscodendron
- サキシマスオウノキ属 Heritiera Aiton
- Hildegardia
- Octolobus
- Pterocymbium
- Pterygota
- Scaphium
- Sterculia

### subfamily Tilioideae
和名未定の亜科。従来の分類ではシナノキ科を構成していた種が分割され、一部をアオイ科の亜科としたものである。3属50種を含む
- Craigia
- Mortoniodendron
- シナノキ属 Tilia

### subfamily Dombeyoideae
和名未定の亜科。従来の分類ではアオギリ科及びシナノキ科を構成していた種が分割され、一部をアオイ科の亜科としたものである。20属380種を含む。
- Astiria Lindl.
- Burretiodendron

和名未定の属。かつてはシナノキ科に置かれていた。
- Cheirolaena Benth

- カラスノゴマ属 Corchoropsis Siebold & Zucc.

かつてはシナノキ科に置かれていた。カラスノゴマ（Corchoropsis crenata）などが知られる。
- ドンベヤ属 Dombeya Cav.

かつてはアオギリ科に置かれていた。ドンベヤ・バージェシアエ（Dombeya burgessiae）などが知られる。
- Eriolaena

- Harmsia K.Schum.
- Helmiopsiella Arenes
- Helmiopsis H.Perrier
- Melhania
- Nesogordonia
- Paradombeya Stapf
- Paramelhania Arenes
- ゴジカ属 Pentapetes L.

ゴジカ（Pentapetes phoenicea）1種からなる。
- Pterospermum
- Ruizia Cav.
- Schoutenia

和名未定の属。かつてはシナノキ科に置かれていた。
- Sicrea – formerly in Tiliaceae

和名未定の属。かつてはシナノキ科に置かれていた
- Trochetia
- Trochetiopsis

### subfamily Brownlowioideae
和名未定の亜科。従来の分類ではアオギリ科を構成していた種が分割され、一部をアオイ科の亜科としたものである。8属70種を含む。
- Berrya
- Brownlowia
- Carpodiptera
- Christiana
- Diplodiscus
- Hainania
- Indagator
- Jarandersonia
- Pentace
- Pityranthe

### subfamily Helicteroideae
従来の分類ではパンヤ科を構成していた種が分割され、一部をアオイ科の亜科としたものである。10属程度を含む
- Boschia
- Coelostegia
- Cullenia
- Durio
- Helicteres
- Kostermansia
- Mansonia
- Neesia
- Neoregnellia
- Reevesia
- オベチェ属 Triplochiton K.Schum.

かつてはアオギリ科に置かれていた。アフリカに2種が知られ、このうちの一方がオベチェ（Triplochiton scleroxylon）である。
- Ungeria

### アオイ亜科 subfamily Malvoideae
旧来の分類でアオイ科に含まれていた種は多くがここに含まれている。78属1700種を含む
- トロロアオイ属 Abelmoschus

オクラなどが含まれる
- イチビ属 Abutilon

- Abutilothamnus

和名未定の属
- Acaulimalva

- Akrosida
- Alcea
- Allosidastrum
- Allowissadula
- タチアオイ属Althaea

タチアオイやウスベニタチアオイを含む
- Alyogyne
- Andeimalva
- Anisodontea
- Anoda
- Anotea
- Asterotrichion
- Bakeridesia
- Bastardia
- Bastardiastrum
- Bastardiopsis
- Batesimalva
- Billieturnera
- Briquetia
- Callirhoe
- Calyculogygas
- Calyptraemalva
- Cenocentrum
- Cephalohibiscus
- Cienfuegosia
- Codonochlamys
- Corynabutilon
- Cristaria
- Decaschistia
- Dendrosida
- Dicellostyles
- Dirhamphis
- Eremalche
- Fioria
- Fryxellia
- Fuertesimalva
- Gaya
- Gossypioides
- ワタ属Gossypium
- Gynatrix
- Hampea
- Helicteropsis
- Herissantia
- Hibiscadelphus
- フヨウ属 Hibiscus
- Hochreutinera
- Hoheria
- Horsfordia
- Howittia
- Humbertianthus
- Humbertiella
- Iliamna
- Julostylis
- Jumelleanthus
- Kearnemalvastrum
- Kitaibela
- コキア属 Kokia
- Kosteletzkya
- Krapovickasia
- Kydia
- Lagunaria
- ハナアオイ属 Lavatera
- Lawrencia
- Lebronnecia
- Lecanophora
- Macrostelia
- Malachra
- Malacothamnus
- Malope
- ゼニアオイ属 Malva
- エノキアオイ属Malvastrum
- ヒメフヨウ属Malvaviscus
- Malvella
- Megistostegium
- Meximalva
- Modiola
- Modiolastrum
- Monteiroa
- Napaea
- Nayariophyton
- Neobaclea
- Neobrittonia
- Nototriche
- Palaua
- Pavonia
- Peltaea
- Periptera
- Perrierophytum
- Phragmocarpidium
- Phymosia
- Plagianthus
- Pseudabutilon
- Radyera
- Rhynchosida
- Robinsonella
- Rojasimalva
- Senra
- Sida
- Sidalcea
- Sidasodes
- Sidastrum
- Sphaeralcea
- Spirabutilon
- Symphyochlamys
- Talipariti
- Tarasa
- Tetrasida
- Thepparatia
- サキシマボウフウ属 Thespesia
- ボンテンカ属 Urena

- Wercklea
- Wissadula

### パンヤ亜科 subfamily Bombacoideae
従来の分類ではパンヤ科を構成していた種が分割され、一部をアオイ科の亜科としたものである。12属120種を含む